# L'assassin habite au 21
L'assassin habite au 21 és una pel·lícula francesa dirigida per Henri-Georges Clouzot, estrenada el 7 d'agost de 1942 realitzada segons una novel·la policial de Stanislas-André Steeman del mateix nom publicada en 1939. La pel·lícula va ser feta en època de guerra de manera que es va conèixer als Estats Units recentment cinc anys després. Els seus principals intèrprets van ser Pierre Fresnay, Suzy Delair, Jean Tissier, Lallah Poor, Pierre Larquey, Noël Roquevert i Odette Talazac. Sobre la mateixa novel·la el director argentí Carlos Hugo Christensen va realitzar en 1948 la pel·lícula La muerte camina en la lluvia.

## Sinopsi
Un misteriós assassí terroritza París amb els seus crims en sèrie en els quals deixa una targeta amb el nom "Monsieur Durand". L'inspector Vorobechik (sobrenomenat 'Wens') és assignat al cas i manca de pistes fins que obté la informació que Durand és un dels excèntrics hostes de la petita pensió familiar "Mimosa" situada en el n* 21 de l'Avinguda Junot, per la qual cosa hi pren una habitació caracteritzat com a pastor protestant a l'espera que l'assassí cometi un error. La seva amant i aspirant a actriu Mila Malou decideix obtenir publicitat ajudant-lo i el segueix al lloc presentant-se com la seva esposa encara que el seu aspecte difícilment aparent el de la dona d'un pastor. Tots els hostes van sent successivament arrestats i deixats després en llibertat en ocórrer nous crims signats mentre estaven detinguts. Finalment en una recepció en la pensió Wens troba la solució quan s'adona que les pistes aparentment contradictòries eren subproducte d'una conjura de tres hostes, però Colin amb amenaces condueix a Wens fins a un terreny erm on es troben els seus dos còmplices per eliminar-lo. Wens guanya temps permetent-los explicar les seves accions i això permet que els policies guiats per Mila arribin a temps per a salvar-lo i detenir als tres assassins.

## Comentari
Des de la seva primera pel·lícula Clouzot mostra la seva visió negra i pessimista del món. La tensió dramàtica va creixent fins a l'últim segon. La posada en escena és nerviosa, Clouzot ofereix una galeria de personatges ben delineats, ajudat per a això en actors talentosos. El director delinea els habitants de la pensió "Mimosa" sense cap concessió i els diàlegs són càustics i golpeantes.
En 1942, Henri-Georges Clouzot, que treballava a Continental Films, dirigida per l'alemany Alfred Creven, havia escrit una adaptació de la novel·la policial de Steemann Le dernier des six que dirigiria Georges Lacombe i que havia creat per a Suzy Delair, el personatge de Mila Malou, la núvia espavilada, esvalotadora i, a vegades, maldestra, d'un comissari Wens, interpretat per Pierre Fresnay amb la flegma d'un policia "a l'americana". L'èxit d'aquesta pel·lícula va impulsar la producció d'aquesta nova recerca de Wens, bastant allunyat de la novel·la original situada a Londres amb un policia anglès, en la qual Mila Malou pren molts més importància, assemblant, amb Fresnay, a unes certes parelles fantasioses de les comèdies estatunidenques anteriors a la guerra. No obstant això, aquesta vegada Clouzot va prendre la direcció de L'assassin habite au 21 on la intriga es basa en una sorprenent astúcia del guió, porta en germen l'univers negre de Le Corbeau i de les altres obres posteriors de Clouzot. Dins del decorat d'una pensió de família, inquietant a força de realisme pintoresc, evolucionen personatges ambigus, estranys, cadascun dels quals podria ser un assassí en potència. On està el bé, on està el mal? Ja en aquesta, la seva primera pel·lícula, Clouzot mostra el seu mestratge en la pintures de tipus humans ambigus, utilitzant per a això a actors consagrats i l'atmosfera carregada de passions i secrets anant més lluny que l'enigma policial. El seu humor càustic, burleta a vegades amb els policies i les dones grans. Com a contrapartida d'aquesta humanitat misteriora i una mica sòrdida, Suzy Delair, en ple ascens, aporta una bona salut, una fantasia, una naturalesa trepidant que fan d'ella una vedette.
A Ciné Mondial, 1942 es va expressar sobre aquesta pel·lícula: "La direcció ha contribuït al seu èxit. H.G. Clouzot va realitzar amb cura una posada en escena densa, concisa, al servei d'una imaginació fecunda. Totes les escenes són significatives, el diàleg transmet el seu humor, és un excel·lent treball de bon artesà". P. Murat (1987) va dir: "El Mal es converteix en aquesta Trinitat terrible que segueix la seva ruta sense descans des de la infància fins a la mort. Aquest horror dels altres i de si mateix sembla atenuada per la posada en escena que no dona treva, diàlegs extraordinaris en el seu vigor i intel·ligència i sublims comediants".
En la pel·lícula de 2009 Maleïts malparits, dirigida per Quentin Tarantino, n l'escena en què Shosanna Dreyfus (Mélanie Laurent) i Marcel (Jacky Anat) parlen de destruir el cinema incendiant-lo, apareix un cartell de la pel·lícula, ja que havia estat programada recentment.

## Elenc
- Pierre Fresnay: el comissari Wens (Wenceslas Vorobeïtchik) i el pastor Robert Lester.
- Suzy Delair: Mila Malou, la cantant, núvia del comissari.
- Jean Tissier: Lallah Poor, el faquir.
- Pierre Larquey: Colin, el petit artesà.
- Noël Roquevert: El doctor Théodore Linz.
- Odette Talazac: Mme Point, encarregada de la pensió.
- Marc Natol: Armand, mucama de la pensió.
- Louis Florencie: El comissari Monet, el superior de Wens.
- André Gabriello: Pussot, agent de policia que deté a Turlot.
- Raymond Bussières: Jean-Baptiste Turlot, el cambalachero.
- Huguette Vivier: Vania, la infermera de Kid Robert
- Maximilienne: Mlle Cuq, la novel·lista, hoste de la pensió.
- Jean Despeaux: Kid Robert, l'ancià boxador cec.
- René Génin: Alfred, el rellotger que va guanyar la loteria.
- Sylvette Saugé: La jove del bar que s'interessa en Alfred.
- René Blancard: Picard, un inspector.
- Marcel Pérès: Ballandieu, un inspector.
- Léon Belières: Christophe, empresari musical.
- Lucien Blondeau: Edouard, el prefecte de policia.
- Antoine Balpêtré: Albert, el Ministre de l'interior.
- Léon Larive: L'amo del bar.
- Paul Barge: Ernest, el mosso del bar.
- Gustave Gallet: El director de la PJ
- Guy Sloux: Bob Destirac, el periodista assassinat.
- Maurice Marceau: Un client del bar.
- André Varennes: El cap de gendarmeria.
- Henri Vilbert: L'agent que es fa escopir les sabates.
- Maurice Salabert: Un agent
- Albert Malbert: El xofer de taxi
- Martial Rèbe: El caixer del dipòsit.
- Géo Forster
- Daniel Gélin: Un inspector en l'arrest final.
- Evelyne Séjourné: Juliette, la mucama.